# Bazzita
La bazzita és un mineral de la classe dels silicats, que pertany al grup del beril. Va rebre el nom l'any 1915 per Alessandro E. Bazzi, qui la va descobrir.

## Característiques
La bazzita és un ciclosilicat de fórmula química Be₃Sc₂(Si₆O18). És l'anàleg amb escandi del beril, i és complicat diferenciar-la d'aquest. Cristal·litza en el sistema hexagonal formant prismes, de fins a 2 centímetres, normalment en forma de barril. La seva duresa a l'escala de Mohs és 6,5 a 7.
Segons la classificació de Nickel-Strunz, la bazzita pertany a «09.CJ - Ciclosilicats amb enllaços senzills de 6 [Si₆O18]12- (sechser-Einfachringe), sense anions complexos aïllats» juntament amb els següents minerals: beril, indialita, stoppaniïta, cordierita, sekaninaïta, combeïta, imandrita, kazakovita, koashvita, lovozerita, tisinalita, zirsinalita, litvinskita, kapustinita, baratovita, katayamalita, aleksandrovita, dioptasa, kostylevita, petarasita, gerenita-(Y), odintsovita, mathewrogersita i pezzottaïta.

## Formació i jaciments
Es troba en cavitats miarolítiques en granit, en filons alpins i en pegmatites de granit. Sol trobar-se associada a altres minerals com: quars, ortoclasa, moscovita, laumontita, albita, hematites, calcita, clorita, fluorita, beril o bavenita. Va ser descoberta l'any 1915 a la mina Seula, a Oltrefiume, Baveno (Piemont, Itàlia), tot i que se'n pot trobar a diverses localitats més.